# Раягада (округ)
Раягада (англ. Rayagada) — округ в индийском штате Орисса. Вместе с округами Малкангири и Набарангпур выделен из округа Корапут 2 октября 1992 года. Административный центр — город Раягада. Площадь округа — 7585 км². По данным всеиндийской переписи 2001 года население округа составляло 831 109 человек. Уровень грамотности взрослого населения составлял 36,1 %, что значительно ниже среднеиндийского уровня (59,5 %). Доля городского населения составляла 13,9 %.